# Prikklok

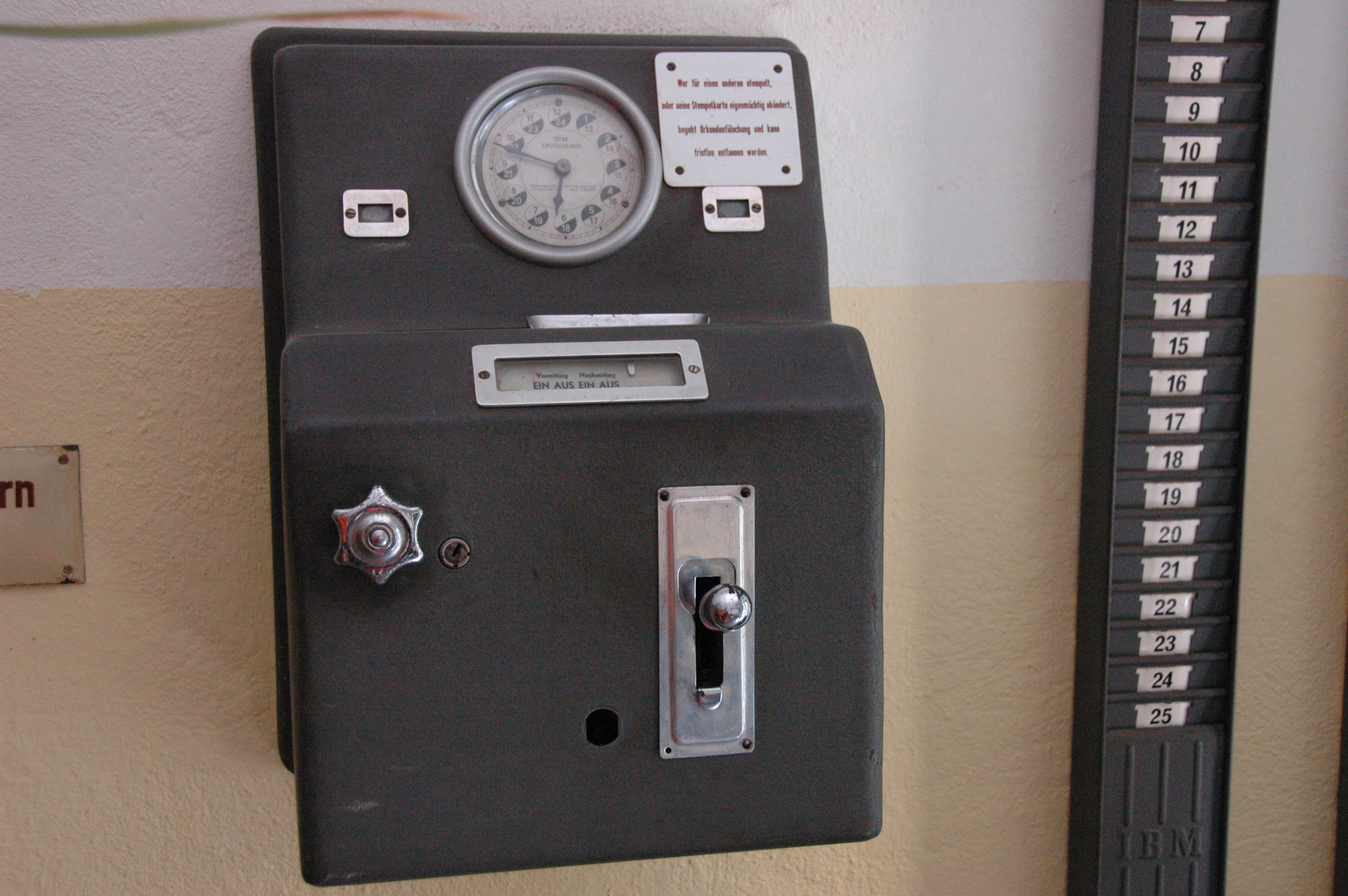
mechanische prikklok

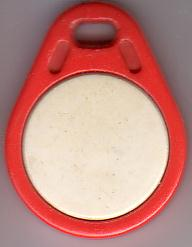
contactloze magnetische badge voor tijdregistratie

Een prikklok is een mechanisch apparaat dat wordt gebruikt om na te gaan wanneer een werknemer binnen is gekomen en hoe laat hij/zij weer weggaat. De werknemer steekt hiertoe een prikkaart van karton in de daarvoor bedoelde opening van het apparaat. Na het invoeren van de kaart komt de stempel met de datum en tijd op de kaart. De prikklok bevindt zich meestal bij de ingang van de werkplaats of de afdeling.
De prikklok is in de tweede helft van de negentiende eeuw ontwikkeld. In de jaren negentig van de twintigste eeuw zijn de meeste prikklokken vervangen door tijdregistratiesystemen die werken met behulp van een computer. Bij deze systemen moet de werknemer een nummer invoeren, een magneetkaart of badge bij het apparaat houden, een vinger op een sensor leggen of een 3D-scan laten maken van het gezicht, waarna de computer de code van de werknemer en het tijdstip vastlegt. Hierbij ontvangt de werknemer wekelijks een overzicht van de gewerkte tijden, hetzij op papier, hetzij via de mail. Ook bestaan er systemen waarbij de werknemer zelf de werkuren in moet voeren in de computer, waarna deze uitrekent hoeveel uren deze in totaal heeft gewerkt in de betreffende week.

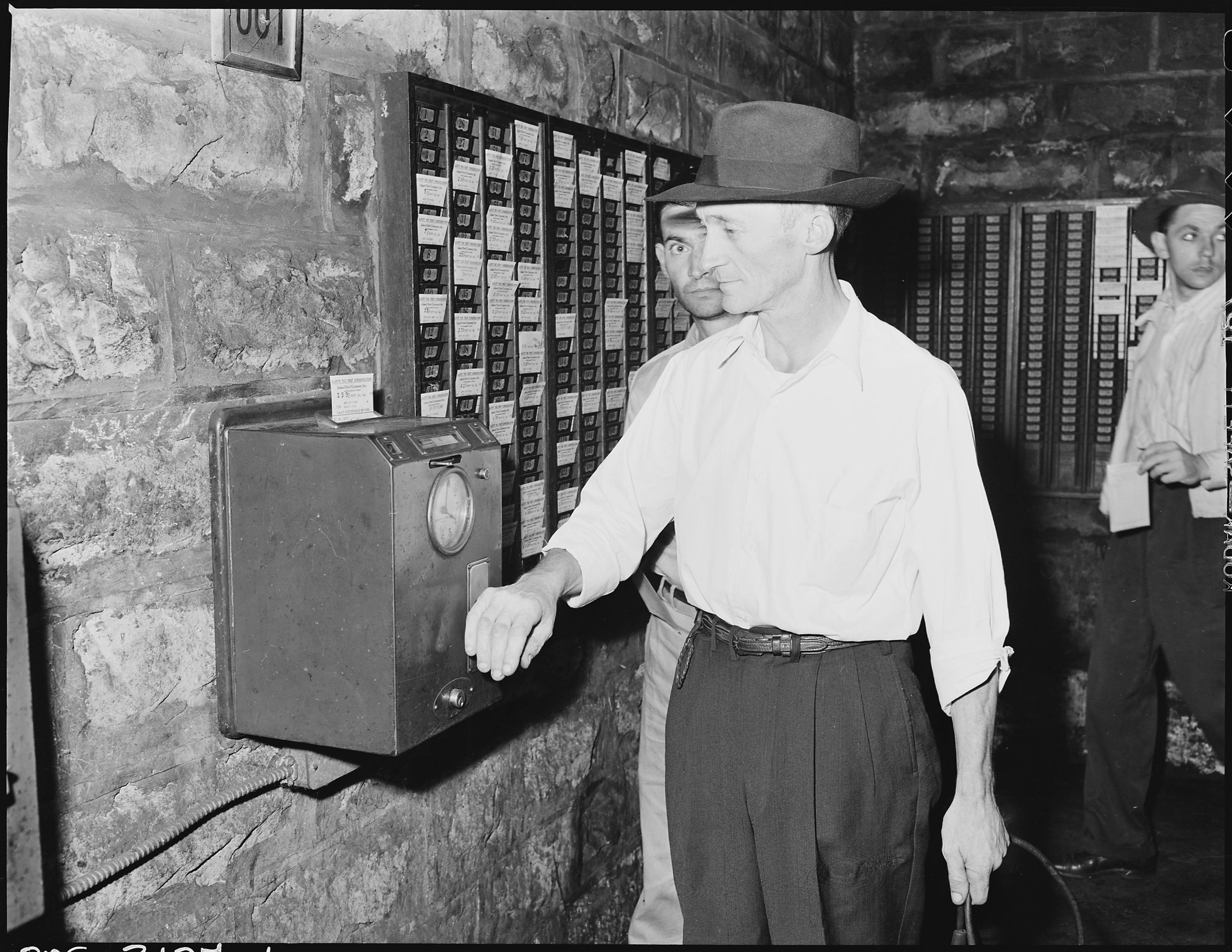